# Mary l'enfant volée

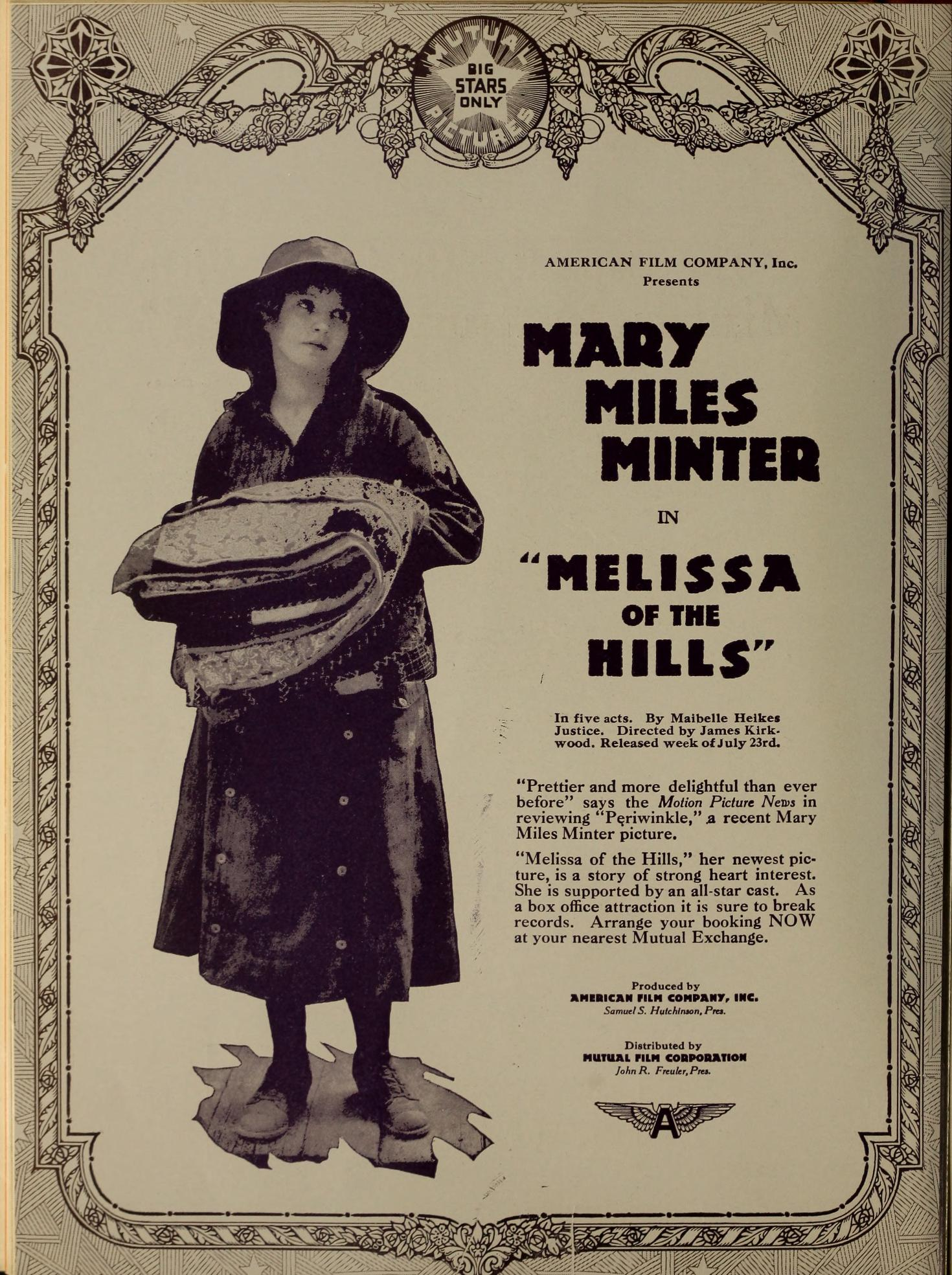
Melissa of the Hills

Mary l'enfant volée (Melissa of the Hills) est un film muet réalisé par James Kirkwood, sorti en 1917.

## Fiche technique
- Titre : Mary l'enfant volée
- Titre original : Melissa of the Hills
- Réalisation : James Kirkwood
- Scénario : Maibelle Heikes Justice
- Société de production : American Film Company
- Société de distribution : Mutual Film Corporation
- Pays de production :  États-Unis
- Langue : anglais
- Format : Noir et blanc - 35 mm - 1,37:1 - Muet
- Genre : drame rural
- Durée : 5 bobines
- Date de sortie :
  - États-Unis : 23 juillet 1917

## Distribution
- Mary Miles Minter : Melissa Stark
- Spottiswoode Aitken : Jethro Stark
- Allan Forrest : Tom Williams
- George Periolat : Cyrus Kimball
- Perry Banks : Dr Brand
- Harvey Clark : Cutler Sanders
- Frank Thompson : Sam Allison
- John Gough : Larry Watts
- Gertrude Le Brandt : Mme Sanders
- Emma Kluge : Mme Watts
- Anne Schaefer : Sally Smith